# Simtest
Simtest es un test adaptativo por ordenador (CAT según sus siglas en inglés) para determinar la competencia de una persona en una lengua extranjera. Fue diseñado por la Universitat Autònoma de Barcelona en Cataluña, España.  El Simtest clasifica a los usuarios de acuerdo a seis niveles de competencia definidos en un documento del Consejo de Europa.
El Simtest fue desarrollado tanto con fines de certificación como de colocación. La versión 1 estaba disponible como una aplicación para sistemas operativos Windows, que se instalaba localmente. Las versiones posteriores se desarrollaron para su uso exclusivo a través de la web.

Consta de 4 partes que pueden utilizarse, según el contexto o las necesidades institucionales, para detectar el conocimiento de vocabulario, gramática, y funciones del lenguaje así como la comprensión lectora y auditiva del alumno. 

La única parte que no es adaptativa (CAT), consta de cuatro C-Tests (una especie de tests desarrollado en los años 80 en la Universidad de Duisburgo-Essen, en Alemania, basados en teorías sobre la redundancia en el lenguaje y relacionados con la psicología de la Gestalt. 

El nivel inicial detectado por los C-Tets se puede utilizar como el punto de entrada a las diferentes partes CAT. Estas partes siguen un formato del tipo de 'elección múltiple' en el cual los ítems se le presentan al alumno según un modelo CAT basado en un algoritmo descrito por Henning (1987).